# Delacău (Grigoriopol)
Delacău (in russo Делакеу)  è una città della Moldavia controllato dalla autoproclamata repubblica di Transnistria. È compreso nel distretto di Grigoriopol

## Località
Il comune è formato dall'insieme delle seguenti località:
- Delacău (Делакеу)
- Crasnaia Gorca (Красная Горка)